# تمپلتون (ویرجینیا)
تمپلتون (به انگلیسی: Templeton) یک منطقهٔ مسکونی در ایالات متحده آمریکا است که در شهرستان پرینس جورج، ویرجینیا واقع شده‌است. تمپلتون ۴۳۱ نفر جمعیت دارد.